# قطعنامه ۹۷۰ شورای امنیت
قطعنامه ۹۷۰ شورای امنیت سازمان ملل متحد که در تاریخ ۱۲ ژانویه ۱۹۹۵ تصویب شد، سندی بین‌المللی دربارهٔ بوسنی و هرزگوین و یوگسلاوی سابق است. این قطعنامه طی نشست ۳۴۸۷ام با ۱۴ رای موافق، ۰ مخالف و ۱ ممتنع تصویب شد. بر طبق این قطعنامه، پس از تأیید مجدد قطعنامه شورای امنیت در مورد وضعیت بوسنی و هرزگوین به ویژه قطعنامه ۹۴۳ شورای امنیت (۱۹۹۴) در مورد بسته شدن مرز بین جمهوری فدرال یوگسلاوی (صربستان و مونته‌نگرو) و بوسنی و هرزگوین، شورا تصمیم گرفت که اقدامات در این قطعنامه برای مدت ۱۰۰ روز دیگر به حالت تعلیق درآید.